# Bredbury and Romiley
Bredbury and Romiley är en unparished area i distriktet Stockport i grevskapet Greater Manchester i England. Det inkluderar Bredbury, Bredbury Green, Castle Hill, Cherry Tree, Compstall, Greave, Lower Bredbury, Romiley och Woodley. Unparished area hade 28 829 invånare år 2001. Fram till 1974 var det ett separat distrikt.